# Joe Jackson (muzyk)
Joe Jackson (ur. 11 sierpnia 1954) – brytyjski muzyk, tworzący w wielu stylach muzycznych – jazz, blues, reggae, new wave i muzyka klasyczna.
W wieku jedenastu lat rozpoczął naukę gry na skrzypcach, pobierał też lekcje gry na tympani i oboju. W wieku 16 lat sformował swoje pierwsze trio jazzowe i rozpoczął występy jako pianista w pubach. W 1972 rozpoczął studia na  Royal Academy of Music  Londynie, gdzie uczył się kompozycji, aranżacji, gry na pianinie i instrumentach perkusyjnych. Studia ukończył w 1975. Występował z  National Youth Jazz Orchestra. i własnymi zespołami Edward Bear (później Edwin Bear)  Arms& Legs i Joe Jackson Band. W 1978 podpisał kontrakt z wytwórnią A&M, publikując pierwsze albumy Look Sharp i Im The Man (oba 1979) i Beat Crazy (1980) weszły do Top40 w Wielkiej Brytanii i USA. Kolejny album Jumpin' Jive (1981) to zwrot w stronę bluesa a Night and Day (1982) łączył stylistykę new wave z jazzem i salsą, odnosząc sukces komercyjny i zdobywając dwie nominacje do nagrody Grammy. W 1984 ukazał się soundtrack do filmu  Mike's Murder i album  Body & Soul, nawiązujący stylistyką do Night and Day, który również odniósł sukces komercyjny. Album  Will Power (1987) zawierał elementy muzyki klasycznej. W 1988 ukazała się ścieżka dźwiękowa do filmu Tucker Francisa Forda Coppoli, która otrzymał kolejną nominację do nagrody Grammy. Albumy z lat 90 nie odnosiły dużego sukcesu komercyjnego. W 1999 ukazał się album Symphony No.1, nagrany z udziałem muzyków rockowych i jazzowych (m.in. Steve Vai). Album ten otrzymał nagrodę Grammy. Na początku XXI wieku Jackson wrócił do bardziej popowego stylu gry. W 2012 ukazał się album The Duke, będący hołdem dla twórczości Duke’a Ellingtona. Album Fast Forward (2015) był nagrywany w czterech różnych miastach z czterema różnymi zespołami muzyków. W styczniu 2019 ukazał się kolejny album Fool.

## Dyskografia
- Look Sharp! (1979)
- I’m the Man (1979)
- Beat Crazy (1980)
- Joe Jackson's Jumpin' Jive (1981)
- Night and Day (1982)
- Mike’s Murder (1983)
- Body and Soul (1984)
- Big World (1986)
- Will Power (1987)
- Tucker (1988)
- Blaze of Glory (1989)
- Laughter & Lust (1991)
- Night Music (1994)
- Heaven & Hell (1997)
- Symphony No. 1 (1999)
- Night and Day II (2000)
- Volume 4 (2003)
- Rain (2008)
- The Duke (2012)
- Fast Forward (2015)
- Fool (2019)
- What a Racket! (2023)